# 芦刈町
芦刈町（あしかりちょう）は、佐賀県小城郡 にあった町。2005年3月1日に、小城郡4町で合併し、小城市となった。

## 歴史
- 1889年（明治22年）4月1日 - 町村制施行に伴い小城郡三王崎村、芦溝村、浜枝川村、永田村、道免村、下古賀村が合併し、芦刈村（あしかりむら）が発足。
- 1962年（昭和37年）10月1日 - 一部を分離し佐賀郡久保田村に編入。
- 1967年（昭和42年）4月1日 - 町制施行し芦刈町となる。
- 2005年（平成17年）3月1日 - 牛津町・小城町・三日月町と合併（新設合併）し市制施行、小城市となり小城市芦刈町へ。

## 首長
村長
- 南里琢一
- 田中善内